# أغديستس

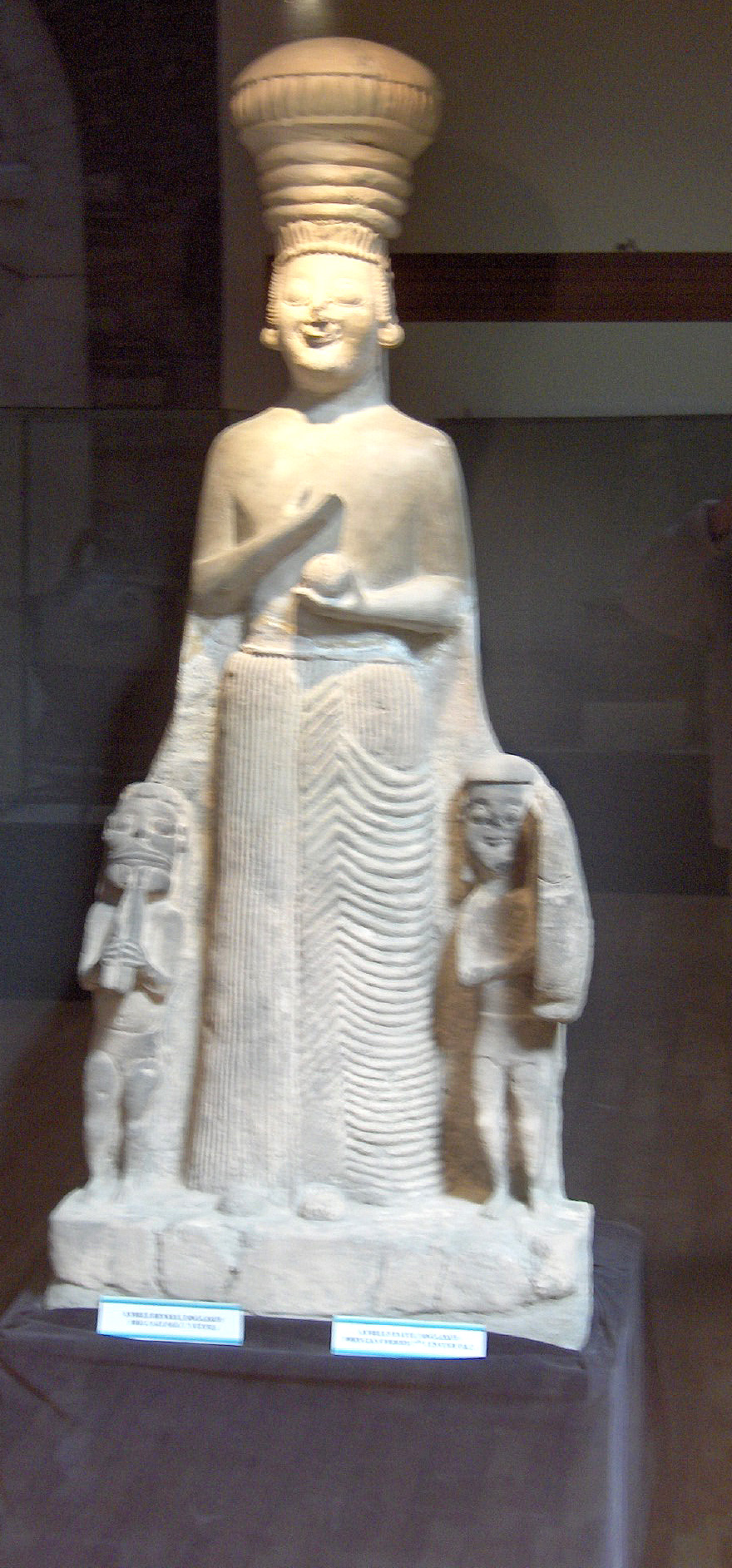

أغديستس (باليونانية القديمة: Ἄγδιστις) كانت إلهةً في الأساطير اليونانية والرومانية والأناضولية، امتلكت كلًا من الأعضاء الجنسية الذكرية والأنثوية. وارتبطت ارتباطًا وثيقًا بالإلهة الفريجية كوبيلي. اعتُبرت زنمردتها أنثوية المظهر رمزًا للطبيعة البرية التي لا يمكن السيطرة عليها. هددت هذه السمة الآلهة وأدت في النهاية إلى تدميرها.

## الأسطورة
وفقًا لبوسانياس، في إحدى المرات أنجب زيوس من إلهة الأرض، من دون قصد، كائنًا خارقًا كان رجلًا وامرأة في آن واحد وكان ويُدعى أغديستس. وتقول روايات أخرى، إنه كانت هناك صخرة تسمى «أغدو»، نامت عليها الأم العظيمة. لقح زيوس الأم العظيمة (غايا)، التي جلبت أغديستس. 
كانت الآلهة تخشى أغديستس متعدد الجنس. وضع أحد الآلهة (في بعض الروايات ليبر، في غيرها ديونيسوس) عقار منوم في بئر شرب أغديستس. بعد أن جعله العقار ينام، ربط ديونيسوس قدم أغديستس بأعضائه التناسلية الذكرية (φαλλός) بحبل قوي. عندما استيقظ أغديتيس ووقف، مزق قضيبه، مخصيًا نفسه. خصّب دم الأعضاء التناسلية المقطوعة الأرض، ونمت من تلك البقعة شجرة اللوز. وفي إحدى المرات كانت نانا، ابنة إله النهر سانغاريوس، تجمع ثمار هذه الشجرة، وضعت بعض اللوز (أو الرمان في بعض الروايات) في حضنها؛ ولكن اختفى اللوز هنا، وحملت بأتيس. وفي بعض الروايات، ولد أتيس مباشرةً من اللوز. 
كان أتيس ذو جمال استثنائي لدرجة أنه عندما كبر أغرمت أغديستس به. ولكن، قدر له أقاربه أن يصبح زوج ابنة ملك بيسينوس، فأصبح كذلك. في بعض الروايات، خطب الملك أتيس لابنته لمعاقبة أتيس على علاقته المحرمة مع والدته. في اللحظة التي بدأت فيها أغنية الزواج، ظهرت أغديستس، فجُنّ جميع ضيوف الزفاف فوريًا، ما دفع كل من أتيس وملك بيسينوس إلى إخصاء نفسيهما والعروس لقطع ثدييها. ندمت أغديستس عندها على أفعالها، وحصلت على وعد من زيوس بحفظ جسد أتيس من التحلل أو الزوال. تعتبر هذه الرواية أكثر روايات القضية الغامضة الأخرى شعبيةً، والتي يُرجح أنها كانت جزءًا من عبادة رمزية للقوى الخلاقة للطبيعة. ذكر بوسانياس أن أتيس دفن عند سفح تلة حملت اسم أغديستس في فريجيا.
قدم أرنوبيوس قصة مختلفة نوعًا ما، تُغرم فيها كل من أغديستس وكوبيلي بأتيس.

## عبادة أغديستس
تعتبر أغديستس، وفقًا لهيسيخوس وسترابو، هي نفسها كوبيلي، التي كانت تعبد في بيسينوس بهذا الاسم. تُميز أغديستس بوضوح في العديد من النقوش القديمة عن كوبيلي، ولكن تُدرج في العديد غيرها كمجرد لقب من ألقاب كوبيلي. 
رغم أن أغديستس كانت إلهة من الأناضول أساسًا، فقد غطت عبادتها مساحة كبيرة من الأراضي. وبحلول عام 250 قبل الميلاد، انتشرت عبادتها إلى مصر، ثم إلى أتيكا لاحقًا: وكان يمكن العثور عليها في بيرايوس في أوائل القرن الثالث أو الرابع قبل الميلاد، ثم في رهاموس في نحو عام 80 قبل الميلاد (حيث كان هناك ضريح لأغديستس)، ثم في ليبوس وبانتيكبايوم لاحقًا. عثر على نقوش تكرمها في ميثيمنا وباروس. في القرن الأول قبل الميلاد، تطلب الحضور في ضريحها في فيلادلفيا في آسيا الصغرى قوانين سلوكية صارمة. عُثر عليها في ذلك الموقع وغيره من المواقع مع ثيوي سوتيريس. تشير النقوش الموجودة في سارديس من القرن الرابع قبل الميلاد إلى أن كهنة زيوس لم يسمح لهم بالمشاركة في طقوس أغديستس السرية.
افترض العلماء أن أغديستس كانت جزءًا من سلسلة متصلة من الآلهة الأناضولية الزنمردية، بما في ذلك إله فريجيا القديم المسمى «أنديستيس» على الأرجح وإله آخر دُعي «أداما»، التي امتدت طوال الطريق إلى مملكة كيزواتنا القديمة في الألفية الثانية قبل الميلاد. توجد أيضًا بعض الأدلة إبيجراماية على أن أغديستس اعتُبرت في أماكن أخرى إلهة شافية ذات طبيعة خيرة تمامًا.